# Търнава (Елинпелинско)
Вижте пояснителната страница за други значения на Търнава.
Търнава е бивше село в Югозападна България, община Елин Пелин, област Софийска.

## География
Търнава се е намирала в източния край на Софийското поле, в подножието на Вакарелските възвишения, източно от село Нови хан. След изселването местността е наречена „Селището“. Днес в района е разположена вилна зона Побит камък.

## История
Търнава се споменава в пътеписа на далматинския архиепископ Антон Вранчич, минал през България през 1553 година, като „Търново“ от турското произношение „Тирнова“.
Във фермана на султан Селим III „За дервентджиите“ от 1721 година Търнава се споменава като село, което е трябвало да даде трима дервентджии. Като се има предвид, че пет къщи са давали един дервентджия излиза, че по това време Търнава е имала 15 къщи (в това число не влизат вдовишките къщи) и заселниците от вакарелските махали, придошли тук след бастисването на Вакарел от кърджалиите през 1737 година.
След Кримската война (1856 година) в Османската империя са заселени много черкези. Османското правителство ги заселвало главно край големите пътища, със задача да ги охраняват, тъй като вече не се разчитало на дервентджиите. Такова черкезко село възниква на около километър от Търнава в днешната местност „Кекркезки кащи“, североизточно от днешната жп спирка Побит камък. Не свикнали да се занимават със земеделие, лишени от условия за животновъдство, което било главният им поминък в Кавказ, черкезите изпадат в бедствено положение. В същото време, чувствайки се аги-господари, те го ударили на насилие и грабеж. Единично или по групи, денем или нощем, нападали овчари, работници по полето, пътници и им взимали храната. Влизали и в домовете по околните села и задигали храни, дрехи, покъщнина, домашни животни.
Търнава е била най-близкото селище до черкезкото село и най-много е патила от техните обирджийства. Това е главната причина търнавчани да се преселят в Нови хан. Точната година на преселването не се знае, но вероятно се е случило около 1860 година. Търнавчани се заселили край Нови хан, източно от реката и северно от главния път, като образували „Търнавската махала“, която и днес се нарича така. Така те били близо до своята си мера и нивите си на изток.